# Weardale Campaign
Schlachten des Ersten Schottischen Unabhängigkeitskrieges

Berwick – Dunbar – Stirling Bridge – Falkirk – Roslin – Stirling Castle – Methven – Dalry – Glen Trool – Loudoun Hill – Inverurie – Brander – Perth – Bannockburn – Berwick – Berwick – Myton – Byland – Weardale
Schlachten des Zweiten Schottischen Unabhängigkeitskrieges

Kinghorn – Dupplin Moor – Annan – Berwick – Halidon Hill – Boroughmuir – Culblean – Neville’s Cross
Die Weardale Campaign war ein von Mitte Juli bis zum 9. August 1327 dauernder englischer Feldzug während des Kriegs mit Schottland. Mit einem großen Heer wollte die englische Regierung ein schottisches Heer besiegen, das einen Raubzug nach Nordengland unternommen hatte. Obwohl das englische Heer das schottische Heer stellen konnte, konnten die Schotten schließlich ohne größeren Kampf abziehen. Nach diesem fehlgeschlagenen Feldzug und nach weiteren schottischen Überfällen begannen die Engländer Friedensverhandlungen mit Schottland, die schließlich zum Frieden von Edinburgh und Northampton führten.

## Vorgeschichte
Im Krieg zwischen England und Schottland war im Mai 1323 ein auf dreizehn Jahre befristeter Waffenstillstand geschlossen worden. Nachdem im Herbst 1326 die Herrschaft des englischen Königs Eduard II. durch seine Frau Isabelle gestürzt worden war, verschlechterten sich aber die Beziehungen zwischen England und Schottland. Königin Isabelle war beim Sturz von Eduard II. wesentlich durch ihren Geliebten Roger Mortimer unterstützt worden, der vor der Invasion von England 1326 in Paris Verhandlungen mit dem schottischen Gesandten Thomas Randolph, 1. Earl of Moray geführt hatte. Darin sollen sie vereinbart haben, dass Schottland während der Invasion von Isabelle und Mortimer neutral blieb. Im Gegenzug würde Mortimer als Regent die Unabhängigkeit von Schottland anerkennen. Die nordenglischen Barone und vor allem der einflussreiche Henry of Lancaster waren jedoch strikt gegen eine Anerkennung der schottischen Unabhängigkeit. Deshalb konnte Mortimer seine Zusage gegenüber Moray nicht einhalten, obwohl er der eigentliche Machthaber anstelle des minderjährigen Königs Eduard III. geworden war. Am Tag der Krönung des neuen Königs Eduard III. unternahmen die Schotten am 1. Februar 1327 einen Überraschungsangriff auf die englische Grenzfestung Norham Castle, der jedoch von der Besatzung der Burg abgewehrt werden konnte. Der schwerkranke schottische König Robert I. wollte offenbar auch die Gelegenheit ausnutzen, dass die englische Regierung nach dem Sturz von Eduard II. noch nicht gefestigt war. Tatsächlich war die englische Regierung trotz des Angriffs nicht sofort zu einem Krieg mit Schottland bereit. Sie beauftragte Anthony Lucy mit der Verteidigung von Carlisle und Henry Percy mit der Verteidigung von Nordostengland, doch am 15. Februar wurden Percy und andere Kommandanten ermahnt, sich strikt an die Abmachungen des Waffenstillstands von 1323 zu halten. Dieser Waffenstillstand wurde am 6. März von der neuen Regierung bestätigt.

## Schottische Landung in Irland
Der schottische König versuchte weiterhin, die Engländer zu schwächen. Nach dem 12. April landete er selbst im nordirischen Ulster. Dort soll er versucht haben, die Iren zu einer gemeinsamen Invasion von Wales zu bewegen. Dort sollten sie dann die Waliser bei einem Aufstand gegen die englische Herrschaft unterstützen, so dass alle keltischen Völker der britischen Inseln gemeinsam gegen die Engländer kämpfen würden. Dieser Plan wurde jedoch nicht weiter verfolgt, aber Henry Mandeville, der englische Seneschall von Ulster, erkannte angesichts der schottischen Bedrohung Robert I. als schottischen König an. Am 12. Juli 1327 schloss er mit ihm ein Abkommen, in dem er Ulster zu Tributen gegenüber dem schottischen König verpflichtete. Dieser würde im Gegenzug für mindestens zwei Jahre von weiteren Angriffen auf Ulster absehen. Anschließend segelte Robert I. zurück nach Schottland.

## Englische Vorbereitungen für einen Feldzug nach Schottland
Im März 1327 sollen die Engländer durch Spione von schottischen Vorbereitungen für einen größeren Feldzug nach Nordengland erfahren haben. Am 5. April begann Mortimer mit Vorbereitungen für einen Feldzug nach Schottland, Zunächst wurden mehrere Magnaten mit ihrem bewaffneten Gefolge für den 18. Mai nach Newcastle einberufen, und auch zahlreiche Boroughs wurden um Unterstützung gebeten. Der geplante Feldzug wurden von vielen englischen Baronen begrüßt. Die Barone vertrauten Mortimer, der sich in den 1310er Jahren in Irland als fähiger Militär erwiesen hatte. Der Feldzug begann aber mit Verzögerungen beim Eintreffen den Truppen und bei der Flotte, die den Vorstoß begleiten sollte. Selbst der König war am 18. Mai nicht in Newcastle, sondern erreichte mit seinem Gefolge erst am 23. Mai York, wo er die nächsten Wochen blieb. Nachdem das Kommando von Percy wie vereinbart am 31. Mai abgelaufen war, wurde am 6. Juni der Earl of Kent und Henry of Lancaster gemeinsam das Kommando der englischen Truppen in den Scottish Marches übergeben. Diese marschierten zusammen mit Thomas Wake, John de Ros, John Mowbray und Henry de Beaumont nach Newcastle, um die Verteidigung von Northumberland zu organisieren. Möglicherweise gab es zwischen Kent und Lancaster aber Spannungen, denn am 30. Juni wurde Lancaster zum alleinigen Befehlshaber der Truppen in den Scottish Marches ernannt. Trotz des militärischen Aufmarsches führte die englische Regierung auch Verhandlungen mit den Schotten. Zu den Gesandten gehörte unter anderem Beaumont. Obwohl schottische Gesandte nach York kamen, blieben die Verhandlungen ohne Ergebnis.

## Spannungen im englischen Heer
Vor dem 17. Juni erreichten den König in York Nachrichten, dass die Schotten neue Raubzüge über die Grenze führten. Daraufhin wurden die Aufgebote aus Yorkshire und Lancashire sofort nach York berufen, während am 26. Juni die Aufstellung von Aufgeboten in sechs weiteren Grafschaften angeordnet wurde. Mortimer hatte für den Feldzug nach Schottland auch Johann von Hennegau und seine flämischen Söldner zurückgerufen, die im Vorjahr wesentlich mit zum Sturz von Eduard II. beigetragen hatten. Die Söldner hatten am 10. März England verlassen, doch am 8. Mai kehrte Johann mit etwa 2000 Söldnern nach England  zurück. Zu dieser Eile trug sicher auch bei, dass die Königin den Söldnern noch über £ 13.491 Sold und Kostenerstattung schuldete. Unter den Söldnern befand sich auch der spätere Chronist Jean Le Bel. Weitere fünfzig Ritter und Waffenknechte führte Wilhelm, ein Sohn des Grafen von Jülich nach York. Dort kam es schon bald zu Spannungen zwischen den englischen Soldaten und den Flamen. Am Abend des 7. Juni kam es zu Kämpfen, dabei wurden einige Flamen von Engländern getötet. Die Flamen flüchteten in ihre Quartiere, wo sie sich bewaffneten. Wenig später kam es zu blutigen Straßenkämpfen, in dem es auf beiden Seiten zahlreiche Opfer gab, ehe die englischen Kommandanten den Kampf stoppen konnten. Nach den Angaben von Jean Le Bel sollen die flämischen Söldner dabei 316 englische Bogenschützen getötet haben. Nach diesem blutigen Zwischenfall bestanden während des ganzen Feldzugs Spannungen zwischen den englischen Soldaten und den ausländischen Söldnern.

## Vormarsch des englischen Heeres nach Durham
Am 3. Juli erhielten die Engländer die Information, dass die Schotten für den 14. Juli einen Angriff auf Carlisle planten. Daraufhin setzte sich das englische Heer von York aus in Bewegung. Die Armee wurde von dem jungen König und von Henry of Lancaster geführt, während die Earls of Norfolk und Kent Unterkommandos innehatten. Die Armee war in drei Bataillone gegliedert und marschierte in Schlachtordnung. Die Flanken wurden durch berittene men-at-arms gesichert. Da aber keine Soldliste für den Feldzug erhalten ist, kann die Größe des englischen Heers nicht geklärt werden. Die englische Armee war den Schotten aber zahlenmäßig sicher überlegen. Neben dem Hauptheer konnten die Engländer dazu auf die Truppen in Newcastle sowie auf die Truppen von Anthony Lucy bei Carlisle zurückgreifen. Da aber mindestens die Hälfte der englischen Soldaten Fußsoldaten waren und die Armee dazu einen großen Tross mitführte, hatten die Fußsoldaten am 14. Juli erst Darlington erreicht, während der König am 15. Juli bereits in Durham war. Nun verzögerte sich der weitere Vormarsch, da die Anführer über das weitere Ziel uneinig waren. Zwischen Carlisle und Durham lag die raue, dünn besiedelte Landschaft Nordenglands, die nur schwer zu kontrollieren war. Den Engländern war der Aufenthalt der mobilen schottischen Streitmacht unbekannt, und sie befürchteten, dass die Schotten die englische Armee umgehen und das nahezu unverteidigte York, wo sich Königin Isabelle aufhielt, angreifen könnten. Dazu erreichten die Engländer die beunruhigende Nachrichten von der Landung des schottischen Königs in Ulster.

## Schottischer Raubzug nach Nordengland
Die Engländer erhielten nun Informationen, dass die Schotten in drei Marschsäulen in Nordengland eingefallen waren. Ihre Kommandanten waren der Earl of Mar, der Earl of Moray und James Douglas. Die Schotten führten einen Verwüstungsfeldzug in Nordengland, wobei sie englische Truppen und Burgen umgingen. Sie stießen an der englischen Armee vorbei bis südlich von Durham vor und wurden bei Barnard Castle gesichtet. Im Gegensatz zur englischen Armee waren alle schottischen Soldaten beritten. Die Soldaten ernährten sich von geraubten Vieh und geringen eigenen Vorräten. Damit war ihre Armee zwar kleiner, aber wesentlich beweglicher. Sie war stark genug, um lokalen Widerstand besiegen zu können, klein genug, um sich aus dem Land zu ernähren und beweglich, so dass sie einer überlegenen Armee ausweichen konnte.

## Verfolgung der Schotten durch die Engländer

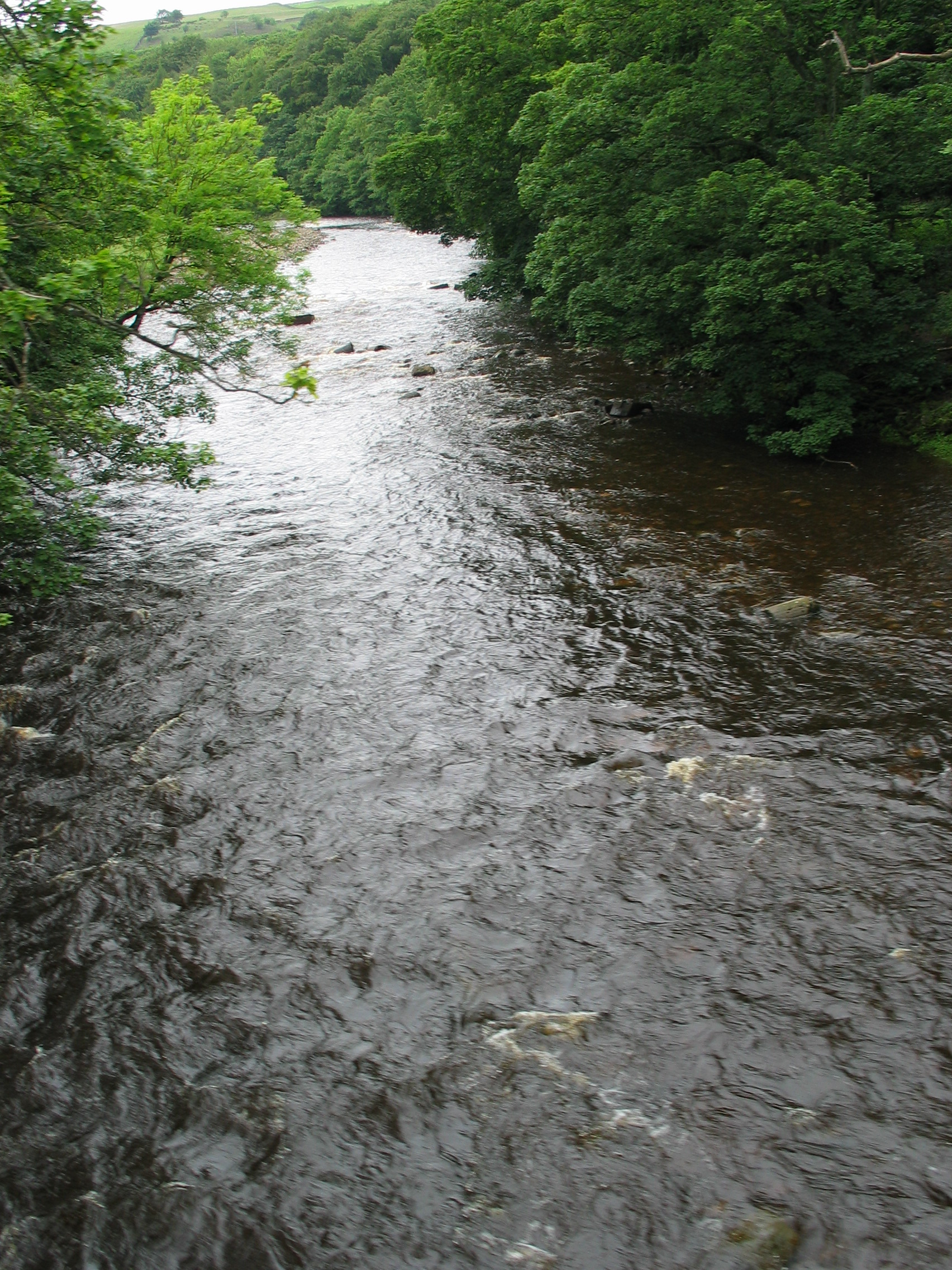
Der Wear bei Stanhope (2007)

Von Durham aus folgten die englischen Truppen schließlich den Rauchsäulen der brennenden Dörfer, die von den Schotten angezündet worden waren. Bis zum 19. Juli hatten die Engländer Bishop Auckland erreicht und am 20. Juli Stanhope. Ihre langsam marschierende Armee hatte aber keine Chance, die Schotten einzuholen. Deshalb entschlossen sich die englischen Befehlshaber, den Schotten den Rückweg abzuschneiden. Dazu wollten sie die Übergänge über den River Tyne sperren. Der Fluss konnte nur bei Newcastle und Corbridge über Brücken überquert werden, während es westlich von Corbridge mehrere Furten gab. Die Engländer wollten vor allem die Furt von Haydon blockieren, die etwa elf Kilometer flussaufwärts von Hexham lag. Bis zum 21. Juli erreichte die englische Reiterei nach einem erschöpfenden Ritt bei schlechtem Wetter den Tyne bei Haydon. Die Fußsoldaten folgten ihnen, während der Tross nicht nachkam. Nachdem die englischen Reiter den Fluss überquert hatten, regnete es am nächsten Tag so stark, dass die Furt unpassierbar wurde. In der Folge blieb der Nachschub aus, und nur wenige Händler erreichten mit Lebensmitteln beladene Packpferde das englische Heer. Die knappen Lebensmittel wurden überteuert gehandelt. Ohne ausreichende Vorräte blieb das englische Heer an der Furt, während die Schotten nicht erschienen. Daraufhin setzten die Kommandanten eine hohe Belohnung für denjenigen aus, der den Standpunkt der schottischen Armee herausfand. Etwa fünfzehn men-at-arms wagten es, den Fluss nach Süden zu überqueren, um die Schotten zu suchen. Das Gros der Armee zog aber nach Westen, um eine passierbare Furt zu finden. Am 28. Juli erreichte das Heer Haltwhistle, und wenig später galoppierte Thomas Rokeby heran, der das schottische Heer gefunden hatte. Daraufhin zog das englische Heer wieder nach Süden nach Blanchland am Derwent. Von der von den Schotten niedergebrannten Abtei zogen die Engländer in Kampfformation weiter nach Süden. Am 30. Juli erreichten sie das linke, nördliche Ufer des Wear. Am gegenüberliegenden südlichen Ufer sahen sie bei Stanhope das schottische Lager, wo diese seit zehn Tagen in einer defensiven Stellung lagerten.

## Gefecht bei Stanhope
Das schottische Lager befand sich auf dem über zehn Meter hohen Steilufer über dem Fluss. Durch einen Scheinangriff versuchten die Engländer nun vergeblich, die Schotten zum Verlassen ihrer leicht zu verteidigenden Stellung zu bewegen. Auch die englischen Bogenschützen konnten die schottische Stellung nicht beschießen und erlitten sogar Verluste, als James Douglas mit seinen Reitern einen Gegenangriff führte. Nun ergriff Roger Mortimer als erfahrener Militär das Kommando und stoppte den englischen Angriff. Die Engländer versuchten nun, die Schotten mit frühen Kanonen, sogenannten Crakkis of Wer zu beschießen, was jedoch erfolglos blieb. Damit gilt Stanhope als das erste Gefecht in England, in dem Kanonen zum Einsatz kamen. Die folgende Nacht verbrachten die Engländer wachend aus Angst vor schottischen Überfällen, während die Schotten die Engländer durch Hornstöße und Lärm demoralisierten. Da der englische Nachschub das Heer weiterhin nicht erreichte, litten die Engländer dazu Hunger, obwohl ausreichende Vorräte nach Newcastle gebracht worden waren.

## Gefecht bei Stanhope Park
Drei weitere Tage und Nächte standen sich die Armeen gegenüber, bis die Schotten in der Nacht zum 4. August heimlich abzogen. Sie zogen jedoch nicht weit, sondern bezogen einige Kilometer weiter bei Stanhope Park, einem Jagdpark der Bischöfe von Durham, eine noch defensivere Stellung. Die Engländer folgten ihnen auf dem gegenüberliegenden Flussufer, so dass sie weiterhin durch den Wear von den Schotten getrennt blieben. Als die Engländer die neue schottische Stellung fanden, wollte der junge König rasch angreifen, doch er wurde von seinen Magnaten zurückgehalten. Durch einige schottische Gefangene hatten die Engländer erfahren, dass die Schotten zwar reichlich Vieh, jedoch kaum noch Brot und Wein hatten, weshalb Mortimer beschloss, sie auszuhungern. Doch vermutlich in der ersten Nacht, nachdem die Engländer ihr neues Lager bezogen hatten, führte James Douglas einen überraschenden Reiterangriff auf das englische Lager. Die Schotten hatten den Wear durch eine flussaufwärts gelegene Furt durchquert und dann das englische Lager umgangen. Anschließend griffen sie über die unbewachte, vom Fluss abgewandte Seite des englischen Lagers an. Die Schotten stießen bis ins Zentrum des englischen Lagers vor und schnitten die Leinen des königlichen Zeltes durch, das über dem König zusammenfiel. Nur der tapfere Kampf der Ritter des königlichen Haushalts bewahrte den König vor einer Gefangennahme. In den folgenden Nächten ließen die verunsicherten Engländer ihr Lager schwer bewachen, wobei es häufig Fehlalarmierungen und Spannungen zwischen den englischen Bogenschützen und den niederländischen Söldnern gab.

## Abzug der Armeen
Am Morgen des 7. August stellten die Engländer fest, dass die Schotten offenbar in der Nacht abgezogen waren. Zuvor hatten sie mächtige Lagerfeuer entzündet und mehrere Hornbläser zurückgelassen, so dass die Engländer ihren Abzug nicht bemerkt hatten. Bei Anbruch der Dämmerung informierten zwei schottische Herolde die Engländer vom Abzug der schottischen Armee, und bei Tagesanbruch überquerte eine Abteilung der niederländischen Söldner den Fluss und stellte fest, dass das Lager verlassen war. Angesichts der Schnelligkeit der schottischen Reiter entschlossen sich die Engländer, von einer Verfolgung abzusehen. Während die Schotten so ohne größere Verluste wieder Schottland erreichten, zogen sich die Engländer nach Durham zurück, das sie innerhalb von zwei Tagen erreichten. Nach dem dreiwöchigen Feldzug bei schlechter Versorgung waren sowohl die Soldaten wie auch die Pferde in schlechter Verfassung. In Durham fand die Armee den Nachschub, so dass die Soldaten genügend Proviant bekamen. Anschließend zog das Heer nach York zurück, wo der Großteil der Armee entlassen wurde. In York verkauften die flämischen Söldner ihre Pferde zu deutlich überhöhten Preisen an den König, um die Kosten für den Seetransport zu sparen, und verließen England am 8. September. John de Ros, der Steward of the Household versuchte die Pferde zu verkaufen. Die Söldner hatten für den Feldzug Sold in Höhe von über £ 18.900 erhalten, dazu berechneten sie dem König für die Pferde über £ 21.482. Der Steward verkaufte 407 der Pferde an englische Magnaten, wofür er allerdings nur £ 920 erhielt.
Durch das Entkommen der schottischen Armee war der Feldzug ein völliger Fehlschlag geworden. Die englische Armee war nicht in der Lage gewesen, die Schotten wirksam zu bedrohen, und trotz ihres Abzugs drohten auch zukünftig weitere schottische Überfälle. Dazu hatte der Feldzug einen Großteil der finanziellen Reserven aufgebraucht, die die Regierung von Eduard II. hinterlassen hatte. Für den jungen Eduard III. war der gescheiterte Feldzug sicherlich ein prägendes Erlebnis. Schon bald wurden Gerüchte laut, nach denen Verrat für den Fehlschlag verantwortlich war. Der Marshal soll zusammen mit Mortimer verhindert haben, dass die Schotten angegriffen wurden. Dieser Verdacht wurde durch das Verhalten von Thomas of Brotherton bestärkt, der während des Feldzugs auf seine Rechte und Privilegien als Marshal bestand. Möglicherweise hatte Mortimer bewusst die offene Schlacht vermieden, um nach diesem Misserfolg den kämpferischen jungen König, aber vor allem die nordenglischen Barone zu einem Frieden mit Schottland zu bewegen, während Lancaster als Feldherr diskreditiert werden sollte. Letztlich beschädigte der Fehlschlag aber auch das Ansehen Mortimers.

## Folgen
Trotz des Rückzugs der Schotten und obwohl einige englische Truppenteile weiterhin zur Verteidigung Nordenglands bereit standen, waren nach dem gescheiterten Feldzug weite Teile Nordenglands ohne wirksame Verteidigung. Dies wurde bereits Ende August deutlich, als die Schotten unter dem Kommando des aus Irland zurückgekehrten Robert I. erneut in Northumberland einfielen. Diesmal beschränkten sich die Schotten nicht nur auf Plünderungen, sondern sie belagerten die großen Burgen der Region. Der schottische König selbst belagerte mit Hilfe des Ingenieurs John Crab mit Belagerungsmaschinen Norham Castle, während James Douglas und der Earl of Moray vierzehn Tage lang Henry Percy in Alnwick Castle belagerten. Möglicherweise aufgrund der starken Besatzung von Alnwick, die im Juli aus nahezu 200 Mann bestanden hatte, brachen Douglas und Moray schließlich die Belagerung ab. Sie machten einen erfolglosen Überfall auf Warkworth Castle und schlossen sich dann dem Heer von Robert I. vor Norham Castle an. Angesichts der drohenden Eroberung von Northumberland schlossen die Bewohner von County Durham, Carlisle, Westmorland sowie Cleveland und Richmond in Yorkshire auf eigene Faust einen bis zum 22. Mai 1328 befristeten Waffenstillstand mit den Schotten, denen sie einen hohen Tribut zahlten. Die Bewohner von Northumberland waren offenbar nicht in der Lage, die schottischen Forderungen zu erfüllen. Erzbischof William Melton berichtete am 22. September an Bischof Louis de Beaumont, dass die Schotten Northumberland offenbar erobern wollten.
Die englische Regierung war bis Ende August in York geblieben, ohne etwas gegen die Überfälle unternehmen zu können. Sie stand nun vor der Wahl, angesichts der drohenden Eroberung von Northumberland einen neuen Feldzug zum Entsatz von Norham Castle zu führen oder die Schotten um Friedensverhandlungen zu ersuchen. Während eines Parlaments in Lincoln im September hatten die Magnaten keine Vorschläge, die schottische Bedrohung abzuwehren. Da durch die hohen Kosten der Weardale Campaign der Kronschatz aufgebraucht war, schickte die Regierung Anfang Oktober Gesandte zum schottischen König, um Friedensverhandlungen aufzunehmen. Diese Verhandlungen führten zu dem am 17. März in Edinburgh und am 4. Mai 1328 in Northampton geschlossenen Frieden, der den Schottischen Unabhängigkeitskrieg beendete.